# 穿心莲内酯
穿心莲内酯（Andrographolide），又名穿心莲乙素、雄茸内酯，是一种天然类萜化合物，分子式C
20H
30O
5，分离自穿心莲的茎叶。是一种非常苦的物质。
穿心莲内酯的相关研究涉及细胞信号传送，免疫治疗，中風等领域。研究显示，穿心莲内酯可通过共价修饰与NF-κB和肌动蛋白等蛋白质靶点结合。
穿心莲内酯是非ATP竞争性、底物竞争性的GSK-3β抑制剂。当底物浓度为25µM时，穿心莲内酯对GSK-3β的IC50为5.58±0.40µM，当底物浓度升高到90µM，IC50增大到37.7µM。

## 研究
2022年，网络虚拟筛选发现愈创甘油醚和穿心莲内酯的组合药物具有潜在的抗癫痫作用，作用机制可能是两者协同作用于NMDA受体。